# Theophaneia
Theophaneia (Untertitel Beiträge zur Religions- und Kirchengeschichte des Altertums) ist eine 1940 von Franz Joseph Dölger und Theodor Klauser begründete wissenschaftliche Schriftenreihe, in der Monografien zur Spätantike erscheinen. Seit den 1960er Jahren wird sie im Franz Joseph Dölger-Institut der Universität Bonn herausgegeben und erschien bis 1986 im Hanstein Verlag, Bonn; ab Band 32 (1990) gibt es wechselnde Verlagsorte.
Bis 2003 sind 37 Bände erschienen.

## Begründer und Herausgeber

### Begründer
- Franz Joseph Dölger (1879–1940)
- Theodor Klauser (1894–1984)

### Aktueller Herausgeber
- Georg Schöllgen, seit 2001

### Ehemalige Herausgeber
- Ernst Dassmann, 1972–2001
- Theodor Klauser, 1940–1984